# Chigny (Vaud)
Pour les articles homonymes, voir Chigny.
Chigny est une commune suisse du canton de Vaud, située dans le district de Morges.

## Géographie
| Vufflens-le-Château |            | Morges |
|                     | Chigny     | Morges |
| Lully               | Tolochenaz | Morges |

## Population

### Gentilé
Les habitants de la commune se nomment les Chigniacs ou Chignacs (variations orthographiques : Chigniaques et Chignaques). On rencontre également Chigniens ou Chinois.